# Nishi (Fukuoka)
Nishi (jap. 西区 Nishi-ku) – jedna z siedmiu dzielnic Fukuoki, stolicy prefektury Fukuoka. Dzielnicę utworzono w 1972 roku. W 1982 roku z jej terenu zostały wydzielone osobne dzielnice: Sawara i Jōnan.
Położona jest w zachodniej części miasta. Graniczy z dzielnicą Sawara i miastem Itoshima.